# Bohdan Gonsior
Bohdan Kazimierz Gonsior (* 16. Februar 1937 in Chorzów) ist ein ehemaliger polnischer Degenfechter.

## Erfolge
Bohdan Gonsior wurde 1963 in Danzig mit der Mannschaft Weltmeister sowie 1970 in Ankara Vizeweltmeister. 1966 in Moskau sicherte er sich im Einzel Bronze. Viermal nahm er an Olympischen Spielen teil: 1960 schied er in Rom in der Vorrunde des Einzels aus und belegte Rang neun mit der Mannschaft. Vier Jahre darauf wurde er in Tokio im Einzel sowie mit der Mannschaft Fünfter. Bei den Olympischen Spielen 1968 in Mexiko-Stadt erreichte er mit der polnischen Equipe das Gefecht um den dritten Platz, in dem Deutschland mit 9:6 besiegt wurde. Gemeinsam mit Bohdan Andrzejewski, Kazimierz Barburski, Henryk Nielaba und Michał Butkiewicz erhielt Gonsior somit die Bronzemedaille. Die Einzelkonkurrenz schloss er auf dem neunten Rang ab. 1972 schied er in München im Einzel in der Viertelfinalrunde aus. Im Mannschaftswettbewerb wurde er Sechster. Gonsior gewann 1964, 1970 und 1973 die polnische Meisterschaft mit dem Degen.